# Go Fish
Pour plus de détails, voir Fiche technique et Distribution.
Go Fish est un film américain lesbien de Rose Troche, sorti en 1994.

## Synopsis
Max cherche une amoureuse, sa bande d'amies a la solution : Ely est la bonne personne. Reste à faire se rencontrer ces deux esseulées si différentes l'une de l'autre. Tel est le fil rouge de Go Fish.

## Analyse
L'intérêt du film est de montrer pour la première fois la vie quotidienne d'un groupe de copines lesbiennes, d'une société lesbienne réelle, née depuis à peine 20 ans quand sort le film. En fait, les lesbiennes américaines n’ont pas aimé son réalisme, alors que les lesbiennes européennes ont adoré  l’intelligence, la tendresse et l’humour de ce regard de l’intérieur, avec de vraies lesbiennes. Rose Troche fait partie des réalisatrices pionnières qui ont mis l'existence lesbienne au centre de l’écran, ouvrant l'ère du « Cinéma des lesbiennes », rendant obsolète le temps des « lesbiennes de cinéma » fantasmées par les réalisateurs. Mais leurs films ne sont souvent diffusés que dans les festivals et ne bénéficient qu’à celles qui y participent.

## Thèmes

### New Queer Cinema
Go Fish est un film faisant partie du « New queer cinema », un mouvement des années 1990 constitué de films indépendants queer. Le « New queer cinema » permet de mettre en avant des films produits et réalisés par des personnes queer et qui représentent des problématiques et des réalités queer. Go Fish est une comédie romantique queer qui met en avant un groupe de femmes lesbiennes. Le film joue un rôle important dans le cinéma lesbien en étant une comédie et en mettant en avant des femmes queer racisées, qui jusque-là étaient totalement invisibilisés dans le cinéma queer.Go Fish permet d’avoir une représentation de la communauté lesbienne intersectionnelle et diversifié. Le film peut quand même être critiqué sur d’autres aspects intersectionnels tel que la classe sociale, comme dans le film on peut voir qu’à travers leurs types d’habitation et leurs emplois que les personnages viennent probablement d’une classe moyenne ou moyenne supérieure et qu’il n’y a pas forcement de diversité de classe. « Cette absence de lesbiennes à l’écran, noires comme blanches, a été un moteur pour bon nombre de réalisatrices, sinon de toutes » 
Go Fish permet donc d’avoir un renouveau dans le cinéma queer. Le film met en avant des personnages ouvertement lesbiens à travers une comédie en noir et blanc. L’intrigue du film tourne principalement autour de l’histoire d’amour entre Max et Ely. Cependant, le contenu du film ne se limite pas seulement à ces deux personnages, mais à un groupe de femmes lesbiennes. Le film met donc en avant les différentes relations entre les personnages (amicales et amoureuses) et met l’accent sur l’importance de l’aspect communautaire chez les personnes queer.

### "Famille choisie"
Dans la communauté queer, on retrouve le concept de « famille choisie », un concept qui amène à créer sa propre famille (composer notamment d’amis) qui n’ont pas forcément un lien de famille avec eux. On retrouve ce concept de famille choisie dans Go Fish où l’ont peux voir différents personnages du film vivre ensemble sans forcément avoir de relation amoureuse, et en soutenant les uns les autres. La place de la communauté est donc très importante dans Go Fish, mais également en général dans les communautés lesbiennes et gay. L’auteur Ellen Lewin dans son article « Lesbian and Gay Kinship: Weston’s Families We Choose and comtemporary Anthropology » (1993) explique que les « familles choisies » ont tendance à offrir plus de soutien aux personnes queers dans leurs homosexualités et leurs identités de genre, et sont donc importantes chez les personnes queers qui, par exemple, ont des membres de leurs familles qui n’acceptent par leurs identités et leurs sexualités. On retrouve également cette narrative dans Go Fish où le personnage d’Evy c’est fait rejeter par sa famille à cause de son homosexualité et c’est fait expulsé de chez elle par sa mère, avant de se réfugier chez Max et Kia (sa partenaire). Les personnes queer (en particulier les jeunes) sont plus à risque de se retrouver à la rue ou sans domicile fixe. Cette problématique est très importante dans la communauté queer. Les familles choisies permettent donc aux personnes queers d’être acceptées et soutenues pendant des périodes difficiles et compliquées. L’aspect communautaire et de « famille choisie » est donc un aspect central du film.

## Ce que dit Rose Troche deGo Fish
Le 12 avril 2009, Rose Troche, invitée par Bagdam Espace Lesbien au 6e colloque international d'études lesbiennes à Toulouse, a donné quelques clés sur la fabrication de son premier long métrage :
« Go Fish est un produit du militantisme. Nous appartenions toutes à une organisation appelée Queer Nation et aussi à Act Up. C’est là, lors de meetings, que j’ai rencontré Guinevere Turner et V.S. Brodie. La visibilité lesbienne était très importante pour nous. En effet, le sida avait focalisé l’attention sur les gays et je pense que les femmes se sentaient complètement mises à l’écart, dans l’ombre. Go Fish est né de ce désir des femmes d’être vues. Le slogan que nous avions inventé pour Go Fish était : « Un film par des femmes, pour des femmes et sur les femmes. »

## Fiche technique
- Réalisation : Rose Troche
- Production : Christine Vachon, Tom Kalin, Rose Troche, Guinevere Turner, V.S. Brodie
- Scénario : Rose Troche et Guinevere Turner
- Musique : Scott Aldrich, Brendan Dolan, Mila Drumke (song "Someone") et Jennifer Sharpe
- Photographie : Ann T. Rossetti
- Date de sortie : 1994
- Durée : 84 minutes

## Distribution
- Guinevere Turner : Camille 'Max' West
- V.S. Brodie : Ely
- T. Wendy McMillan : Kia
- Anastasia Sharp : Daria
- Migdalia Melendez : Evy
- Jamika Ajalon : la mère d'Evy

## Récompenses
- Teddy Award du meilleur film au Festival de Berlin (1994)[8]
- Prix du Public et nomination au prix de la critique au Festival du cinéma américain de Deauville pour Rose Troche (1994)
- GLAAD Media Awards du meilleur film (1994)
- Open Palm Award pour Rose Troche aux Gotham Awards (1994)